# Lars Vilandt
Lars Riddermand Vilandt (* 22. August 1974 in Rødovre) ist ein dänischer Curler. 

## Karriere
Vilandt begann seine internationale Karriere bei der Juniorenweltmeisterschaft 1994 als Second des dänischen Männerteams. Bei den Erwachsenen spielte er auf dieser Position erstmals bei der Weltmeisterschaft 2001. Es folgten bis 2014 neun weitere Weltmeisterschaften. Seine beste Platzierung erzielte er bei der Weltmeisterschaft 2013 mit einem vierten Platz als Ersatzspieler im Team von Rasmus Stjerne. 2006 nahm er zum ersten Mal an einer Europameisterschaft teil. Bei diesem Turnier erzielte er mit jeweils einer Bronzemedaille 2007 (als Third) und 2011 (als Ersatzspieler) seinen größten sportlichen Erfolge. 
Als Lead spielte Vilandt bei den Olympischen Winterspielen 2010 in Vancouver im Team Dänemark mit Skip Ulrik Schmidt, Third Johnny Frederiksen, Second Bo Jensen und Alternate Mikkel Poulsen. Die Mannschaft belegte den neunten Platz. Bei den Olympischen Winterspielen 2014 in Sotschi war er Ersatzspieler der dänischen Mannschaft um Rasmus Stjerne, die auf den sechsten Platz kam. 